# Shallow Life
Shallow Life peti je studijski album talijanskog gothic metal-sastava Lacuna Coil. Tema albuma je isprazan i površan način suvremnog života, što se očituje u samom imenu albuma. Producent albuma je Don Gilmore koji je bio producent i Linkin Parka na njihova prva dva albuma. Njegov rad s talijanskim sastavom na ovom albumu se očituje u prijemčivijom pop zvuku, s nu metal riffovima, te odmakom od dosadašnjih heavy standarda Lacune Coil. Don Gilmore radio je između ostalih i s Avril Lavigne, i američkim pop punk sastavom Good Charlotte. Svojim radom izmijenio je dosadašnji zvuk Lacune Coil približavajući ga široj publici, čime je ovo postao njihov najviše pop rock/metal album dosada. Ovakav odmak od mračnijeg i težeg dosadašnjeg zvuka sastava donekle je već zamjetan na ranijem studijskom izdanju Karmacode.
Ovo je prvi album koji su Lacuna Coil snimili u SAD-u u Kaliforniji.
Lacuna Coil kao sastav, autor je svih tekstova i glazbe.
| Br. | Skladba            | Trajanje |
| --- | ------------------ | -------- |
| 1.  | »Survive«          | 03:34    |
| 2.  | »I Won't Tell You« | 03:47    |
| 3.  | »Not Enough«       | 03:40    |
| 4.  | »I'm Not Afraid«   | 03:22    |
| 5.  | »I Like It«        | 03:42    |
| 6.  | »Underdog«         | 03:40    |
| 7.  | »The Pain«         | 04:00    |
| 8.  | »Spellbound«       | 03:20    |
| 9.  | »Wide Awake«       | 03:51    |
| 10. | »The Maze«         | 03:38    |
| 11. | »Unchained«        | 03:22    |
| 12. | »Shallow Life«     | 04:00    |